# Mist (cómic)
Mist (español: Neblina) es el nombre de diferentes supervillanos de DC Comics, archienemigos del original y Starman de los años 90. El primer Mist es un hombre llamado Kyle. El segundo Mist es su hija Nash.
Kyle hizo su debut en acción real en la primera temporada de The Flash, interpretado por Anthony Carrigan.

## Historial de publicación
La versión Kyle de Mist aparece por primera vez en Adventure Comics #67 y fue creado por Gardner Fox.
La versión Nash de Mist aparece por primera vez en Starman (vol. 2) #0 y fue creada por James Robinson y Tony Harris.

## Biografía ficticia

### Kyle
El verdadero nombre del primer Mist era Kyle. El luchó en la Primera Guerra Mundial como capitán del ejército canadiense, ganando la Cruz Victoria. También era un científico y creó un dispositivo que convirtió su cuerpo en una forma gaseosa; se convirtió en un supervillano, primero luchando contra el Hombre de Arena de la Edad de Oro bajo el nombre de "Johnathon Smythe", antes de cambiar su nombre a Mist.En 1941, emprendió una ola de crímenes en Opal City y fue detenido por Ted Knight, el Starman de la Edad de Oro; juró vengarse de Starman y se convirtió en su némesis.
El fue miembro de la encarnación de Ultra-Humanidad de la Sociedad Secreta de Super Villanos, y apareció durante la serie Starman de finales de la década de 1980 (que narra las aventuras de Will Payton), luego usando el nombre de Nimbus.
Mist tuvo dos hijos llamados Nash y Kyle Jr.
A principios de la década de 1990, después de que Ted Knight se retirara (tras los acontecimientos de Hora Cero), Mist planeó su venganza final contra Starman y envió a su hijo, Kyle Jr., a matar al hijo de Knight, David, además de casi matar a su segundo hijo, Jack, demoliendo su casa y secuestrando al Caballero mayor. A cambio de su padre, Jack luchó contra Kyle Jr., lo que resultó en la muerte de Kyle Jr., lo que volvió loco a Mist. Estuvo así durante algún tiempo hasta que hizo un trato con el señor demonio Neron, devolviéndole la cordura y curando su senilidad. Esto le permitió aconsejar a su hija, Nash, que se uniera al plan de Simon Culp para destruir Opal City y, a la inversa, matar al propio Culp cuando la amenazó, alegando que "odiaba a los enanos". Al final, reveló que estaba cansado y que había decidido acabar con su vida, colocando una bomba nuclear en Opal City que detonaría en el momento de su muerte y luego tomando veneno. Sin embargo, no logró destruir la ciudad, ya que Ted Knight, con una enfermedad terminal, usó una versión avanzada de su Vara Cósmica para levantar todo el edificio a kilómetros de distancia; Los dos enemigos hicieron las paces justo antes de que el corazón de Mist se detuviera, matándolos a ambos.

### Nash
Nash no era inicialmente la villana que eran su padre o su hermano, sino más bien una chica mansa y tartamuda. Durante la campaña de venganza de su padre contra Ted Knight, estuvo en posición de matar a Jack Knight, pero lo dejó ir después de que él razonó que ella personalmente no tenía ninguna razón para matarlo. Después de que Jack matara a su hermano Kyle, experimentó un importante cambio de personalidad y se convirtió en la segunda Mist, exponiéndose al mismo proceso que le había dado a su padre sus poderes. Durante su primera gran ola de crímenes, Nash drogó a Jack y lo violó, quedando embarazada. Más tarde dio a luz a un hijo, Kyle Theo, llamado como su padre y Jack. Ella dejó pasar una segunda oportunidad de matar a Jack, decidiendo superarse como villana mientras Jack trabajaba para convertirse en un mejor héroe. Ella pasó mucho tiempo en Europa, donde mató al segundo Amazing-Man, Crimson Fox y Blue Devil.
Entonces ella fue una de los muchos villanos que participaron en el plan para destruir Opal City durante el arco de la historia "Grand Guignol". Después de que esto fracasara, su padre hizo su propio intento de destruir la ciudad. Dado que su plan mataría a Nash y a su hijo, ella intentó detenerlo. Luego su padre le disparó. En sus últimos momentos, le entregó a su hijo a Jack para que lo criara.

### Kyle Knight
El hijo de Nash y Jack Knight, Kyle Knight, heredó los poderes de niebla de su madre y abrazó los antecedentes heroicos de su padre.
En las páginas de "La Nueva Era Dorada", Kyle fue mencionado que actualmente tenía 5 años por Stargirl cuando Huntress mencionó que él operaba como Mist en su posible futuro.

## Poderes y habilidades
Ambos Mist son capaces de transformarse en vapor viviente y volverse tangibles e intangibles a voluntad.

## Otras versiones

### Tierra-Dos
En junio de 1962, Vándalo Salvaje reapareció públicamente en Tierra-Dos. Aterrorizó brevemente a un puñado de importantes ciudades de Estados Unidos y pudo atacar e incapacitar a varios miembros retirados de la  JSA.Este descarado ataque a las principales ciudades estadounidenses y a las personas de un puñado de miembros retirados de la JSA resultó en el resurgimiento y la reformación de la Sociedad de la Justicia de América. Esto no tuvo un efecto inmediato en los supercientíficos y criminales que operaron abiertamente en la década de 1940 y de forma encubierta en la de 1950, pero con el tiempo esta curiosa raza de villano comenzó a resurgir.
En septiembre de 1965 encontró a la Niebla trabajando con una banda de matones a lo largo de la Costa Atlántica en Park City. Con sus fórmulas secretas y artilugios estaba controlando a la Sra. Dinah Drake Lance, usando la Floristería Drake como medio para obtener acceso a la ciudadanía adinerada y usando su influencia hipnótica para hacer que los ricos se robaran a sí mismos y entregaran su riqueza a los secuaces de la Niebla. Aunque Park City tenía un protector disfrazado de Canario Negro, esta heroína solo era vista con poca frecuencia y la Niebla no parecía haber sido perturbada por esto. Aunque estaba usando a la Sra. Lance, nunca descubrió su doble identidad como Canario Negro. Para septiembre, su ola de crímenes avanzaba bien y estaba desconcertando a la policía local. Finalmente, un investigador privado local, el Sr. Larry Lance (marido de Dinah Drake Lance), descubrió la conexión entre los robados y la floristería de su esposa. Aproximadamente en esta época, la familia Lance recibió la visita de su amigo Ted Knight; Accidentalmente interceptó una onda de sonido hipnótica enviada por Mist. Juntos, los tres héroes salieron a cazar a la banda y a su líder. Durante esta ola de crímenes, Mist descubrió cómo usar su solución invisible, ondas de sonido y una grabación de ruidos de motores del Observatorio de Park City para bloquear la energía estelar y evitar que llegara a la Vara Cósmica de Starman, dejándola sin poder; sin embargo, Starman tenía con él una Vara más nueva, impulsada por quásares, que resultó inmune a la desactivación. Al final, Mist y sus hombres fueron derrotados y entregados a la policía.

### Tierra 2
En las páginas de Tierra 2: Sociedad, Kyle Nimbus es el director ejecutivo de Nimbus Solutions, que puede volverse intangible a voluntad, donde tiene que ser tangible para atacar. En sus planes, utilizó productos químicos de control mental en el Miraclo de Hourman para que sirviera a Nimbus. Con la ayuda de Red Arrow y Ted Grant, Dick Grayson como Batman derrotó a Kyle Nimbus.

### El Futuro de la Cazadora
En un posible futuro visto en "La Nueva Era Dorada", la versión de Kyle Knight de Mist se unió a la Sociedad de la Justicia de América bajo Huntress, antes de ser asesinado junto con el resto de su equipo por Per Degaton, quien envejeció a Mist hasta la muerte.
Cuando Per Degaton fue derrotado por la JSA actual, Kyle y su futuro fueron resucitados y borrados de la corriente temporal.

## En otros medios
- La encarnación de Kyle de Mist aparece en The Flash, interpretado por Anthony Carrigan.[12]Introducido en el episodio "Cosas que no puedes superar", esta versión es un sicario de la mafia llamado Kyle Nimbus que fue traicionado y testificó en contra de sus empleadores. Después de ser acusado, fue puesto en el corredor de la muerte. Sin embargo, cuando estaba en medio de ser ejecutado a través de una cámara de gas, el acelerador de partículas de S.T.A.R. Labs explotó, lo que le dio la capacidad de transformarse en el gas que se estaba utilizando para ejecutarlo.
- Una encarnación original de Mist basada en Kyle y Nash, Andrea "Andie" Murphy, aparece en Young Justice, con la voz de Daniela Bobadilla. Introducida en el episodio "Tríptico", esta versión es una criminal adolescente renuente y asociada de Livewire y Shade que participa a regañadientes en una operación de tráfico de metahumanos antes de que fuera sometida por Nightwing, dándole residencia en el Centro Juvenil Metahumano y, finalmente, ella se une al equipo.
- La encarnación de Kyle de Mist aparece en Mis aventuras con Superman, con la voz de Lucas Grabeel. Esta versión es miembro de Intergang y hermano del miembro líder Silver Banshee, que posee tecnología kryptoniana que le permite convertirse en vapor, que recibió de Livewire.